# Letiště Točná
Letiště Točná je neveřejné vnitrostátní letiště ležící na katastru městské části Praha 12, Točná, poblíž obce Cholupice. Provozovatelem je Letecké muzeum Točná s.r.o. Neklade za cíle stát se hlavním sportovním letištěm Prahy, ale shromáždit zajímavá historická letadla v letuschopném stavu. Zároveň je místem k trávení volného času, nachází se zde například dětské hřiště a kolem letiště vedou cyklostezky.

## Historie

### Za Československa
Už od dvacátých let se na svahu nad Zbraslaví občas objevoval provoz bezmotorových letadel. V roce 1934 vznikla v Modřanech pobočka Masarykovy letecké ligy, která využívala k plachtění okolní svahy. Na jaře 1946 vzniklo na Točné Plachtařské výcvikové středisko Českého národního aeroklubu (ČNA) a současně byla zahájena výstavba letiště na pozemku, kde se nachází dodnes. O rok později, v roce 1947, získal klub motorový letoun Polikarpov Po-2 a později letouny Aero C-104 a Piper Cub z přebytků americké armády. Z několika kluzáků v prvních poválečných letech se letadlový park rychle rozrostl na více než dvacet bezmotorových letadel na počátku let padesátých.

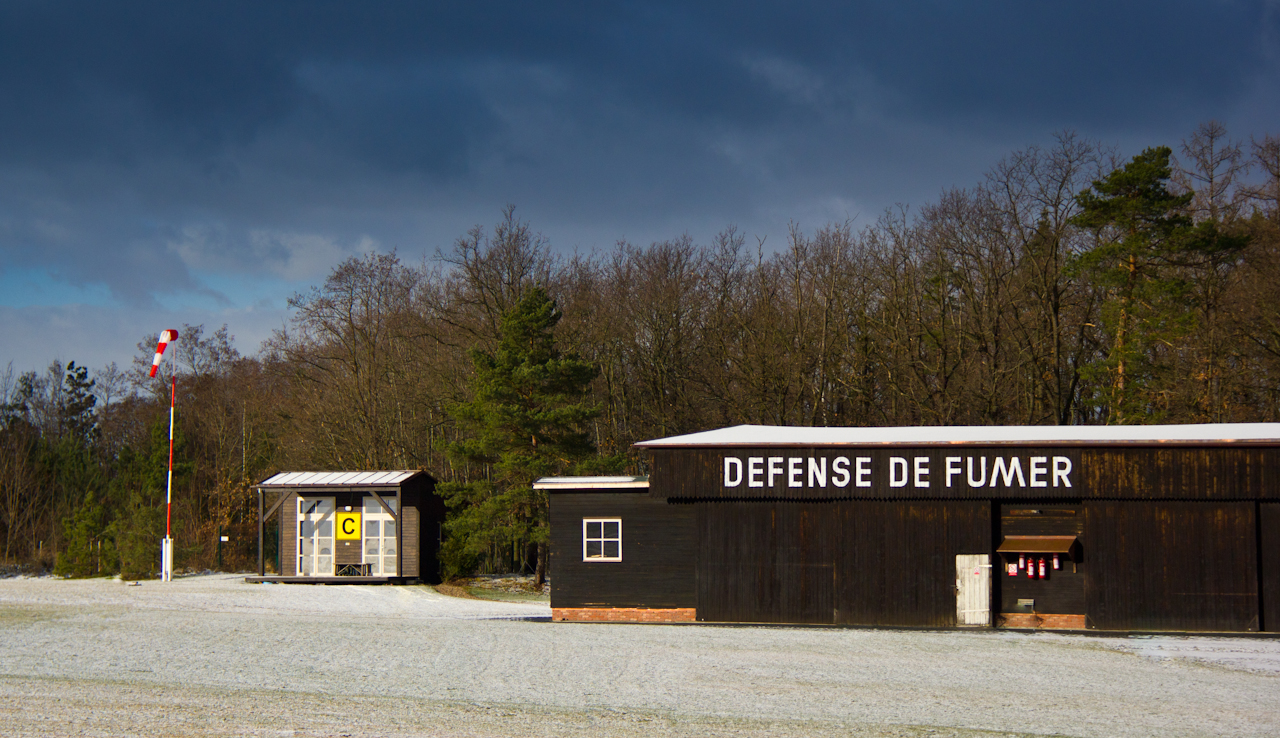
Hangár letiště Točná

V blízkosti vzniklo ještě sportovní letiště Zbraslav a provoz se na přelomu čtyřicátých a padesátých let rozdělil mezi tyto dvě plochy. Na Točné létali plachtaři, na Zbraslavi hlavně motorová letadla. Letiště Zbraslav však bylo zrušeno už v roce 1955. V roce 1951 byl založen Dobrovolný svaz lidového letectví DOSLET, který byl v roce 1953 včleněn do Svazu pro spolupráci s armádou (Svazarm) založeného po vzoru sovětské organizace DOSAAF jako branná organizace připravující mládež na službu v armádě. Aeroklub Svazarmu Točná se stal jeho součástí, a mohl tak těžit z výrazné státní podpory této činnosti. Svůj vrchol zažilo letiště v padesátých letech, kdy byl provoz Svazarmu dotován a letiště disponovalo travnatou dráhou o délce 800 a šířce 100 metrů. Na letišti po celá padesátá léta probíhala intenzivní zejména plachtařská činnost. Od šedesátých let začal na letišti narůstat podíl motorového létání a začaly se objevovat také první vrtulníky, na kterých tu v první polovině let sedmdesátých probíhal i výcvik, a to včetně výcviku nočních přistání na osvětlený heliport.

### Za Česka

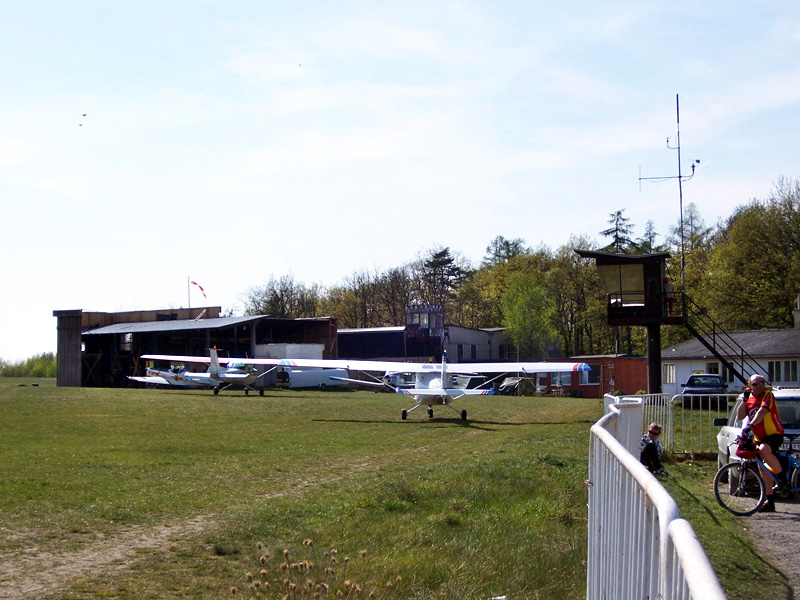
Letadla na Letišti Točná před rekonstrukci, v roce 2008

#### Aeroklub Točná
Od roku 1989 provoz letiště převzal Aeroklub Točná, který vznikl rozpadem Svazarmu po sametové revoluci. Nevyřešené vztahy s majiteli pozemků pod dráhou vedly k tomu, že dráha byla zkrácena na 550 metrů.
Aeroklub Točná, který byl po zániku Svazarmu součástí Aeroklubu ČR, vyvíjel na letišti plachtařský a motorový provoz až do roku 2010. Aeroklub Točná nadále působí na letišti Slaný. Působí ve zdejších zrekonstruovaných prostorech v bývalém areálu Agrochemického podniku.

#### Revitalizace

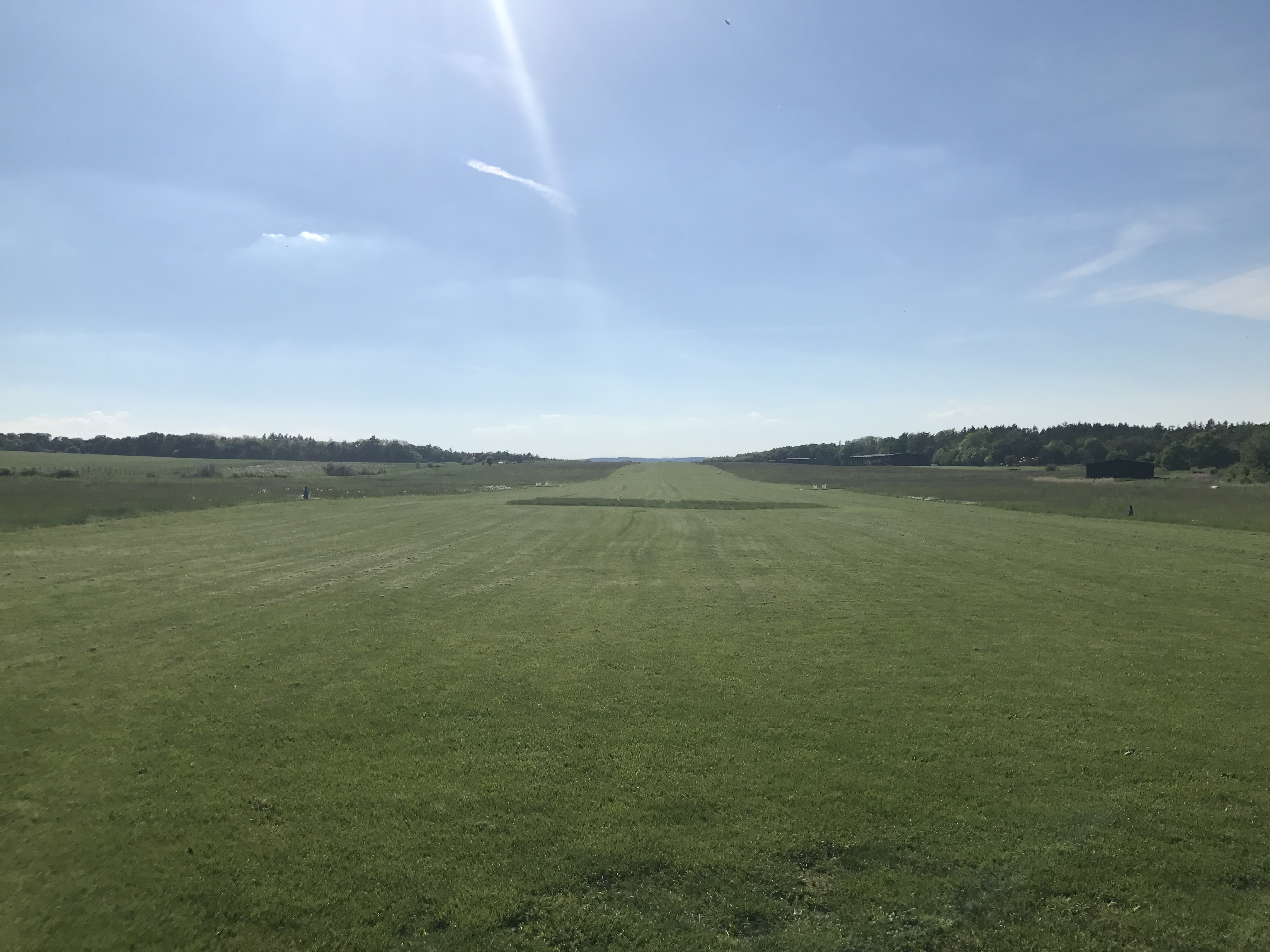
Zrekonstruovaná ranvej 09/27 při pohledu z východu

V roce 2008 letiště odkoupil český podnikatel a zakladatel serveru Seznam.cz, Ivo Lukačovič. V roce 2010 se provozovatelem stalo Letecké muzeum Točná s.r.o. (společnost Iva Lukačoviče) a byl zahájen proces revitalizace letiště. Vyřešily se pozemkové spory a v roce 2011 se otevřelo letiště po rekonstrukci a s nejdelší dráhou v historii – 870 metrů.

## Současnost
Letiště disponuje jednou travnatou dráhou o délce 870 metrů a šířce 30 metrů. Letiště je nově plně oploceno a po dobu rekonstrukce je na něm provoz řízen z provizorního stanoviště AFIS. Na letišti působí modeláři z občanského sdružení Modeláři Točná, o.s. Na letišti je dětské hřiště pro veřejnost.

### Letadla

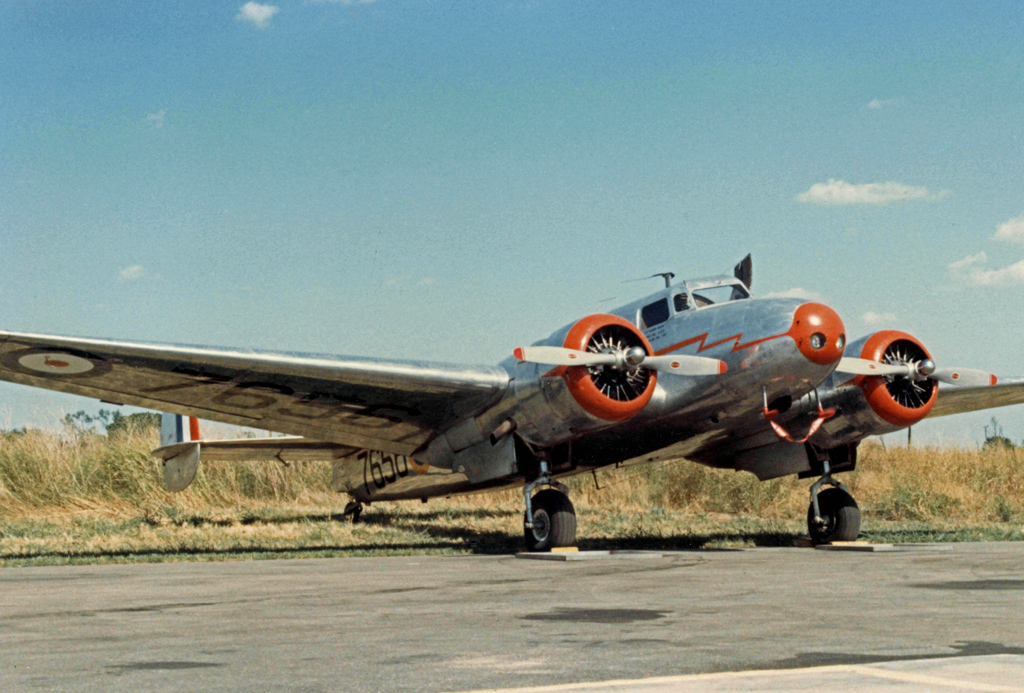
Letoun Lockheed Electra 10A, bývalý letoun podnikatele Jana Bati, na letišti Točná, svém současném domovském letišti.

Na letišti byl v roce 2011 na pár měsíců uskladněn Pilatus PC-12, což je technicky nejsofistikovanější letoun, jenž zde kdy přistál, za celou dobu existence letiště.
Na letišti Točná jsou trvale hangárována následující letadla:
- Lockheed Electra 10A (OK-CTB, výr. č. 1091) – bývalý letoun významného českého podnikatele Jana Antonína Bati, v roce 2015 se vrátilo po 71 letech ze Severní Ameriky, kde bylo financemi z aeroklubu Točná zrekonstruováno.[4][5] Pravidelně se účastní leteckých dnů v česku i zahraničí.
- Sokol M1C (OK-CSR, výr. č. 142) – první československý poválečný letoun, byl vyroben v roce 1947. Přeletěl do Německa a následovně létal ve Švýcarsku. V Česku se objevil v roce 1989, v tomto roce tu byl zgenerálkován a v roce 2013 odkoupen Leteckým muzeem Točná. V současnosti jde o jeden z pouhých dvou letuschopných letounů tohoto typu na světě.
- Avia BH-5 (L-BOSA) – replika vybavená originálním motorem Walter NZ-60
- Praga E-114 Air Baby (OK-TAU58, výr. č. 122/1947, dříve F-BCSQ a HB-UAD) – Letecké muzeum Točná s.r.o. částečně financovalo rekonstrukci tohoto letounu, který je zde také uskladněn[6] V neděli 2. července 2017 měl tento letoun nehodu a byl zcela odepsán. Jednalo se o jedno ze 3 letadel svého typu na světě. Nehodu pravděpodobně zapříčinila porucha motoru.
- 2x Antonov An-2 – na letišti jsou k vidění také tyto dva letouny, jeden na dětském hřišti (žlutý) a jeden v hangáru (tmavě zelený)